# Оллі Рен
Оллі Ілмарі Рен (фін. Olli Ilmari Rehn; нар. 31 березня 1962, Міккелі, Фінляндія) — фінський політичний діяч, Єврокомісар з економічних і монетарних питань та євро з 2010 до 2014 року. Раніше обіймав посаду Європейського комісара з питань розширення та Європейської політики сусідства. Голова Банку Фінляндії з 12 липня 2018 року. Обіймав різні політичні посади в європейських установах, а також у Фінляндії.

## Кар'єра
Рен вивчав економіку, міжнародні відносини та журналістику в коледжі Макалістер, що в місті Сент-Пол (штат Міннесота, США). Здобув у 1989 році ступінь магістра політичних наук в Університеті Гельсінкі та в 1996 році кандидатський ступінь в Оксфордському університеті з темою дисертації «Корпоративізм та промислова конкурентоспроможність в малих європейських державах».
У молодості Рен також грав у футбол за клуб свого рідного міста «Міккелін Паллоіліят» у вищому дивізіоні Фінляндії Mestaruussarja (нині Veikkausliiga).
Свою політичну кар'єру почав з молодіжної політичної діяльності, будучи постійним членом Фінського молодіжного центру, молодіжного крила партії Фінляндський центр. Незабаром Рен став генеральним секретарем Північного молодіжного центру. У 1987 році його було обрано Головою Фінського молодіжного центру. Цю посаду можна розглядати як запоруку високого кар'єрного росту у фінській політиці.
У 1988 р. Рена було обрано депутатом міської ради Гельсінкі. З 1988 по 1994 рік він був заступником Голови Фінляндського центру, одночасно будучи з 1987 року Головою молодіжного крила цієї партії. Обраний до фінського парламенту в 1991 році, Рен керував делегацією Фінляндії в Раді Європи та був спеціальним радником Прем'єр-міністра Фінляндії Еско Аго з 1992 по 1993 рік. Залишив фінський парламент у 1995 році, щоб стати депутатом Європейського парламенту, організаційно входячи в ліберальну групу (Європейська партія ліберальних демократів і реформаторів).
На короткий час з 1996 по 1997 рік Рен очолив вищу футбольну лігу Фінляндії. З 1998 по 2002 рік Рен керував канцелярією Ерккі Ліїканена, представника Фінляндії в комісії Проді, що діяла з 1999 по 2004 р. У 2002 році він полишив роботу в структурах Євросоюзу на користь Гельсінського університету, де очолив Центр європейських досліджень. У 2003 році став радником прем'єр-міністра з економічної політики, обіймаючи цю посаду до свого призначення в Європейську комісію в наступному році. 12 липня 2004 р. Рен перебрав від Ліїканена обов'язки Єврокомісара з питань підприємництва та інформаційного суспільства у зв'язку з переходом останнього в Банк Фінляндії на посаду Управителя. Фінський уряд висунув кандидатуру Рена до складу першої Єврокомісії під головуванням Баррозу, яка розпочинала роботу 22 листопада 2004 р.
Повідомлення про призначення Рена комісаром з розширення було сприйнято в Фінляндії з легким розчаруванням, адже там сподівалися, що її кандидат очолить відомство, пов'язане з економічними питаннями. Розширення було центральним питанням для ЄС напередодні знаменного Вступу десяти країн 1 травня 2004 року, але відтоді його важливість підупала, нехай і не сильно. Рен головував під час вступу в ЄС Болгарії і Румунії в 2007 році, а також під час продовження переговорів з Хорватією і їхнього відкриття з Туреччиною, при цьому остання являла собою випадок, мабуть, найзначнішого і найгарячіше обговорюваного майбутнього приєднання.
У травні 2018 року парламентська група номінувала його на губернатора Банку Фінляндії. 18 травня 2018 року Президент Фінляндії Саулі Нійністе призначив його на цю посаду, обійняв її 12 липня цього ж року.

## Бачення Реном перспектив розширення
Відповідаючи на запитання Європейського парламенту, Рен запропонував свої міркування про перспективи приєднання кожної з країн, які стоять на перших місцях у списку можливого розширення.
Він похвалив Туреччину за досягнення в царині прав людини, але сказав, що буде виступати за сильніше відстеження, якби Європейською Радою було прийнято рішення відкрити переговори про вступ при розгляді нею цього питання в грудні.
Відповідаючи на запитання про вільне пересування турецької робочої сили після вступу цієї країни, Рен висловив погляд, що в цій справі повинні бути «значні перехідні періоди, а також постійно чинні захисні обмеження у випадку, якщо стануться серйозні розлади на ринку праці ЄС внаслідок вступу Туреччини», в чому дехто вбачає розбіжність зі змістом і духом ЄС. Він був обережний у питанні про неминучість членства Туреччини, заявивши, що він «не вірить в історичний детермінізм», але, якби переговори почалися, то «керувався б засадою, що [Туреччина] зможе вступити [в ЄС], якщо виконає всі умови, і вступить, як тільки дійсно задовольнить ці вимоги».
Він наполягав, щоб про Болгарію і Румунію судили по їхніх заслугах, і що він, не вагаючись, відкладе на рік приєднання, якщо вимоги ЄС не будуть виконані у встановлені строки. Рен відзначив, що вироблення стратегії підготовки до вступу в ЄС країн західних Балкан він вважає одним зі своїх першочергових завдань.

## Приватне життя
Рен одружений, має одну дитину. Він був наймолодшим членом першої Комісії Баррозу, строк повноважень якої тривав з 2004 по 2009 рік. На додачу до своєї рідної фінської він говорить англійською, французькою, шведською, та до деякої міри німецькою.